# As Sallūm
As Sallūm är en ort i nordvästra Egypten, och tillhör guvernementet Mersa Matruh. Folkmängden uppgår till cirka 16 000 invånare. Orten är belägen vid Medelhavet, några kilometer från gränsen mot Libyen.

## Geografi
As Sallūm ligger 600 km väster om huvudstaden Kairo. Terrängen runt As Sallūm är platt åt sydväst, men norrut är den kuperad. 